# Drôles de couples
Pour plus de détails, voir Fiche technique et Distribution.
Drôles de couples (italien : Le coppie ) est un film italien réalisé par Mario Monicelli, Alberto Sordi et Vittorio De Sica, sorti en 1970. 
Il se compose de trois séquences,,.

## Synopsis

### Il frigorifero
Adele et Gavino, deux prolétaires sardes résidant à Turin, se sont endettés pour acheter un énorme frigo, qu'ils considèrent comme un symbole d'ascension sociale. Quand Gavino perd l'argent qu'il faut pour régler l'achat, les deux décident qu'Adele se prostitue pour une fois pour ne pas perdre l'électro-ménager. Toutefois, une fois cette tâche accomplie et reglé le compte du frigo au magasin, le couple s'éprend soudainement d'une magnifique et très coûteuse machine à laver ...

### La camera
Giacinto et Erminia, un couple de condition sociale modeste, veulent passer leur anniversaire de mariage dans un hôtel de luxe dans la Costa Smeralda. Toutefois, bien qu'ils puissent se permettre le coût d'une chambre, les gérants des hôtels, habitués à traiter une clientèle de haute classe, ont beaucoup de mal à les accepter. Giacinto et Erminia finissent par passer leur nuit en prison.

### Il leone
Antonio et Giulia, amants clandestins, se rencontrent en secret une fois par semaine dans la villa du chef d'Antonio. Une fois, quand ils sont prêts à sortir, ils voient un lion dans le jardin qui les empêche de laisser la villa. Fortement énervés, les deux se disputent farouchement se reprochant des torts réciproques. Toutefois, quand le lion est découvert et supprimé, le couple se réconcilie et part comme d'habitude.

## Distribution

### Il frigorifero
- Monica Vitti : Adele Puddu
- Enzo Jannacci : Gavino Puddu

### La camera
- Alberto Sordi : Giacinto Colonna
- Rossana Di Lorenzo : Sa femme Erminia
- Abul Kalam Shamsuddin : le professeur sarde sur bateau

### Il leone
- Alberto Sordi : Antonio
- Monica Vitti : Giulia
- Gigi Bonos : Propriétaire du cirque